# Melissa Manchester
Melissa Manchester (New York, 15 febbraio 1951) è una cantautrice e attrice statunitense.
A partire dagli anni settanta ha pubblicato musica pop. Come attrice lavora per la televisione, il cinema e il teatro.
Nell'edizione dei Premi Oscar 1980, fu la prima interprete ad avere nella storia della rassegna due brani nominati per l'Oscar alla migliore canzone nella stessa edizione. In tale occasione, il suo manager Michael Lippman riuscì a imporre che la Manchester cantasse entrambi i brani durante la cerimonia di consegna dei premi.

## Discografia

### Album
- 1973: Home to Myself
- 1974: Bright Eyes
- 1975: Melissa
- 1976: Better Days and Happy Endings
- 1977: Help Is on the Way
- 1978: Don't Cry Out Loud
- 1979: Melissa Manchester
- 1980: For the Working Girl
- 1982: Hey Ricky
- 1983: Greatest Hits
- 1983: Emergency
- 1985: Mathematics
- 1989: Tribute
- 1992: Little Nemo: Adventures in Slumberland
- 1995: If My Heart Had Wings
- 1996: Best Selection
- 1997: The Essence of Melissa Manchester
- 1997: Joy
- 1998: The Colors of Christmas
- 2004: When I Look Down That Road
- 2004: Platinum & Gold
- 2013: Playlist: The Best of Melissa Manchester
- 2015: You Gotta Love the Life